# وزارة التنمية الجهوية والتخطيط (تونس)
وزارة التنمية الجهوية والتخطيط  (بالفرنسية: Ministère du Développement régional et de la Planification)‏ هي وزارة تونسية تأسست في 2011 وألغيت في 2013 حين دمجت الوزارة مع وزارة الاستثمار والتعاون الدولي لإنشاء وزارة جديدة وهي وزارة التنمية والتعاون الدولي.

## قائمة الوزراء
| الوزير | الوزير                                       | الحزب | الحزب                    | الحكومة                    | تواريخ العهدة  | تواريخ العهدة  |
| ------ | -------------------------------------------- | ----- | ------------------------ | -------------------------- | -------------- | -------------- |
|        | أحمد نجيب الشابي (التنمية الجهوية والمحلية)  |       | الحزب الديمقراطي التقدمي | حكومة محمد الغنوشي الثانية | 17 يناير 2011  | 7 مارس 2011    |
|        | عبد الرزاق الزواري (التنمية الجهوية)         |       | مستقل                    | حكومة الباجي قائد السبسي   | 7 مارس 2011    | 24 ديسمبر 2011 |
|        | جمال الدين الغربي (التنمية الجهوية والتخطيط) |       | حركة النهضة              | حكومة حمادي الجبالي        | 24 ديسمبر 2011 | 13 مارس 2013   |

## كتاب الدولة
- 27 يناير 2011 - 24 ديسمبر 2011: نجيب كرافي.
- 24 ديسمبر 2011 - أبريل 2012: لمين الدغري.

## مقالات ذات صلة
- وزارة التنمية والتعاون الدولي (تونس)